# Aeroporto Internacional de El Alto
O Aeroporto Internacional de El Alto serve a cidade de La Paz, Capital Federal da Bolívia ((códigos |IATA LPB |ICAO SLLP)).  Sua Pista, de cabeceiras direcionadas a 10/28, tem 4.000 metros de comprimento e é construída em concreto.
O aeroporto está localizado na cidade de El Alto, próximo a La Paz, que serve o tráfego aéreo nacional e internacional. A uma altitude de 4.061 metros, é um dos aeroportos mais altos do mundo e o mais alto aeroporto internacional.

## Operadores
Em 1 de março de 1997, o governo da Bolívia firmou contrato com o Grupo do Aeroporto Internacional para operar os três maiores aeroportos da Bolívia - (Aeroporto El Alto), em La Paz, Aeroporto Internacional de Cochabamba em Cochabamba e Aeroporto Internacional Viru Viru em Santa Cruz. Servicios de Aeroportos Bolivianos Sociedade anónima (SABSA) foi criada para operar a concessão. Em 1999 o Aeroporto Internacional foi comprado pelo Grupo TBI plc, e, em 2004, da Espanha Abertis / adquiridos AENA TBI.

## Incidentes
Em 8 de março de 2006, um Learjet, aeronave militar pertencente à Argentina, caiu poucos minutos depois de ter decolado de El Alto, a caminho Aeroporto Internacional Viru Viru, matando todas as seis pessoas a bordo.

## Linhas aéreas e destinos
- Amaszonas (Campo Grande - MS BRASIL)
- Avianca (Bogotá)
- Boliviana de Aviación (Buenos Aires, Cobija, Cochabamba, Santa Cruz de la Sierra, Sucre)
- LAN Airlines (Iquique, Santiago de Chile)
- LAN Peru (Lima)
- Sky Airline (Arica, Santiago de Chile)
- TACA Peru (Lima)